# Henrique Arlindo Etges
Henrique Arlindo Etges (nacido el 15 de marzo de 1966) es un exfutbolista brasileño que se desempeñaba como defensa.
Jugó para clubes como el Grêmio, Portuguesa Desportos, União São João, Corinthians Paulista y Verdy Kawasaki.

## Trayectoria

### Clubes
| Club                 | País   | Año         |
| -------------------- | ------ | ----------- |
| Grêmio               | Brasil | 1985 - 1988 |
| Portuguesa Desportos | Brasil | 1988 - 1991 |
| União São João       | Brasil | 1991 - 1992 |
| Corinthians Paulista | Brasil | 1992 - 1997 |
| Verdy Kawasaki       | Japón  | 1998        |

## Palmarés

### Torneos estaduales
| Título              | Club           | Estado             | Año  |
| ------------------- | -------------- | ------------------ | ---- |
| Campeonato Gaúcho   | Grêmio FBPA    | Río Grande del Sur | 1985 |
| Campeonato Gaúcho   | Grêmio FBPA    | Río Grande del Sur | 1986 |
| Campeonato Gaúcho   | Grêmio FBPA    | Río Grande del Sur | 1987 |
| Campeonato Gaúcho   | Grêmio FBPA    | Río Grande del Sur | 1988 |
| Campeonato Paulista | SC Corinthians | São Paulo          | 1990 |
| Campeonato Paulista | SC Corinthians | São Paulo          | 1993 |

### Torneos nacionales
| Título         | Club           | País   | Año  |
| -------------- | -------------- | ------ | ---- |
| Copa de Brasil | SC Corinthians | Brasil | 1995 |

### Torneos internacionales
| Título                        | Equipo              | Sede            | Año  |
| ----------------------------- | ------------------- | --------------- | ---- |
| Copa Mundial de Fútbol Sub-20 | Selección de Brasil | Unión Soviética | 1985 |